# 杜林
杜 林（と りん、? - 47年）は、中国の新代から後漢時代初期にかけての政治家、学者。字は伯山。司隷扶風茂陵県（現在の陝西省咸陽市興平市）の人。父は成帝・哀帝の代の涼州刺史を務めた杜鄴。弟は杜成。子は杜喬。

## 事跡
| 姓名           | 杜林 |
| 時代           | 新代 - 後漢時代 |
| 生没年         | 生年不詳 - 47年（建武23年） |
| 字・別号       | 伯山（字） |
| 本貫・出身地等 | 司隷扶風茂陵県 |
| 職官           | 持書平〔隗囂〕→侍御史〔後漢〕 →大司徒司直〔後漢〕→光禄勲〔後漢〕 →東海王傅〔後漢〕→少府〔後漢〕 →光禄勲〔後漢〕→大司空〔後漢〕 |
| 爵位・号等     | - |
| 陣営・所属等   | 隗囂→光武帝 |
| 家族・一族     | 父：杜鄴 弟：杜成 子：杜喬 |

杜林は幼くして学を好み、落ち着いて考え深かった。博学多聞にして、万事に通じた儒者と称された。最初は郡吏を務めていたが、王莽が滅亡すると、三輔に盗賊が現れたため、杜林と杜成、同郡の范逡・孟冀は、河西を目指して逃れようとした。途中、数千人の盗賊に襲われ、危うく身包みを剥がれて殺されそうになったが、孟冀の必死の嘆願で、何とか命拾いしている。
隴右の隗囂が、杜林の志操と節義を普段から聞き知っていたため、これを尊重して待遇し、持書平とした。後に、杜林は病気により辞職した。隗囂は自身の声望のために、杜林を無理にでも任用しようとしたが、杜林はあくまで病状が重いと称してこれを拒否した。建武6年（30年）、弟の杜成が死去したため、杜林は喪のために三輔へ帰ろうとした。隗囂は初め許したが、後にこれを悔やみ、刺客の楊賢を派して隴坻（天水郡）で待ち伏せさせ、殺害しようと図った。しかし楊賢は、弟の喪に服している杜林の姿を見ると、嘆息して任務を放棄し、逃亡した。
光武帝（劉秀）は杜林が三輔に帰還したと聞くと、ただちに侍御史として招聘した。漢の官僚たちは、杜林の徳望を敬い、京師の士大夫たちも杜林の博学ぶりを尊敬した。建武7年（31年）、朝廷で郊祀の制度について議論となり、多くの人は、周が后稷を祀ったのであるから、漢は堯を祀るべきであると主張し、光武帝もこれに従おうとした。しかし杜林は、周の勃興は后稷に縁るが、漢の勃興に堯は無関係であるとし、祖宗はこれまで通り（高祖劉邦以下を祀る）とすべきであると進言した。最終的には、杜林のこの言が容れられている。
後に、王良の後任として大司徒司直となり、范逡・趙秉・申屠剛・牛邯など有為の人材を抜擢している。建武11年（35年）、光禄勲に任命され、やはり公平な人材登用を心がけたため、多くの者が杜林の下を訪れ、その選抜を受けようとした。建武14年（38年）、大臣たちが刑罰を厳重にするよう光武帝に奏上したが、杜林は妥当ではないと進言し、光武帝もそれに従った。
東海王劉彊の王傅を経て、少府に就任し、建武22年（46年）、光禄勲に再び任じられる。この年の冬に、大司空朱浮が罪により罷免されたため、杜林が後任の大司空に任命された。その博学と文雅により、任に堪え得る者としての評価を得た。
建武23年（47年）8月、死去。子の杜喬は丹水県令として任用された。